# Michele Di Martino
Michele Di Martino (Cagliari, 25 settembre 1930 – Cagliari, 1º giugno 2023) è stato un politico italiano, già sindaco di Cagliari per la Democrazia Cristiana e dirigente sportivo del Cagliari Calcio ai tempi dello Scudetto del 1970.
È stato il primo cittadino del capoluogo sardo dal 27 ottobre 1981 al 27 marzo 1984.